# William FitzRoy
William Henry FitzRoy (ur. 5 sierpnia 1819 w Londynie, zm. 21 maja 1882 w Londynie) – brytyjski arystokrata i polityk Partii Liberalnej. Najstarszy syn Henry’ego FitzRoya, 5. księcia Grafton i Mary Caroline Berkeley, córki admirała George’a Berkeleya. W latach 1847–1863 zasiadał w Izbie Gmin z okręgu Thetford. Po śmierci swojego ojca w 1863 r. odziedziczył tytuł księcia Grafton wraz z przysługującym mu miejscem w Izbie Lordów.
10 lutego 1858 r. w Londynie, poślubił Mary Anne Louise Baring (1833 - 8 kwietnia 1928), córkę Francisa Baringa, 3. barona Ashburton i Hortense Eugenie Claire Maret, córki Huguesa Bernarda Mareta, księcia Bassano. Małżeństwo to nie doczekało się potomstwa i po śmierci Williama wszystkie jego tytuły odziedziczył jego młodszy brat.